# Resolutie 12 Veiligheidsraad Verenigde Naties
Resolutie 12 van de Veiligheidsraad van de Verenigde Naties was de twaalfde resolutie van de VN-Veiligheidsraad uit diens eerste werkjaar in 1946. Er werd niet gestemd over de hele resolutie, maar de derde paragraaf werd met een meerderheid goedgekeurd.

## Achtergrond
In 1946 was de Griekse Burgeroorlog ontstaan tussen de regering en communistische rebellen in het noorden van het land. Volgens Griekenland werden die communisten gesteund door de buurlanden, Albanië, Joegoslavië en Bulgarije, die allen kort tevoren communistisch waren geworden. De drie landen ontkenden evenwel de beschuldiging.
In 1947 werd een commissie ter plaatse gestuurd om de zaak te onderzoeken. Toen die commissie in juni rapporteerde, verwierp de Sovjet-Unie haar aanbevelingen. De Sovjet-Unie wilde de schuld bij Griekenland leggen, terwijl de Verenigde Staten de drie communistische landen wilden veroordelen. Verschillende ontwerpresoluties van beide landen werden door de ander met het vetorecht tegengehouden; ook een van de VS die de kwestie wilde doorspelen aan de Algemene Vergadering. Een volgende resolutie van de VS die de kwestie definitief van de agenda schrapte werd wel aangenomen.

## Inhoud
De Veiligheidsraad besloot Griekenland en Joegoslavië, twee buurlanden van Albanië, uit te nodigen om zonder stemrecht deel te nemen aan het debat. Ook Albanië zelf en Bulgarije werden uitgenodigd, zodat ook deze landen hun visie konden overbrengen. Verder werd besloten dat als later zou blijken dat de kwestie een twist was, Albanië en Bulgarije uitgenodigd zouden worden om eveneens zonder stemrecht deel te nemen aan het debat.

## Nasleep
Op 16 december besliste de VN-Veiligheidsraad – zonder resolutie – om Albanië en Bulgarije inderdaad te laten deelnemen zoals bepaald in punt °3.
Lijst ·  1 ·  2 ·  3 ·  4 ·  5 ·  6 ·  7 ·  8 ·  9 ·  10 ·  11 ·  12 ·  13 ·  14 ·  15